# Sant Bartomeu de Soldeu
Sant Bartomeu de Soldeu és una petita església situada a l'extrem est de Soldeu arran del camí ral i a pocs metres de cal Calbó, parròquia de Canillo, Andorra. Registrada com a bé d'interès cultural, fou construïda entre els segles xvii o XVIII. El seu estil correspon al tipus d'arquitectura religiosa popular d'època barroca. Fins al 1915 fou la capella de la família Calbó, que la va cedir al poble.

## Descripció
Antiga capella privada de la Casa Calbó, està formada per una planta rectangular que té a l'extrem sud-est un absis quadrangular. També té un porxo —cobert amb un aiguavés— i la sagristia adossats al mur sud de la nau. 

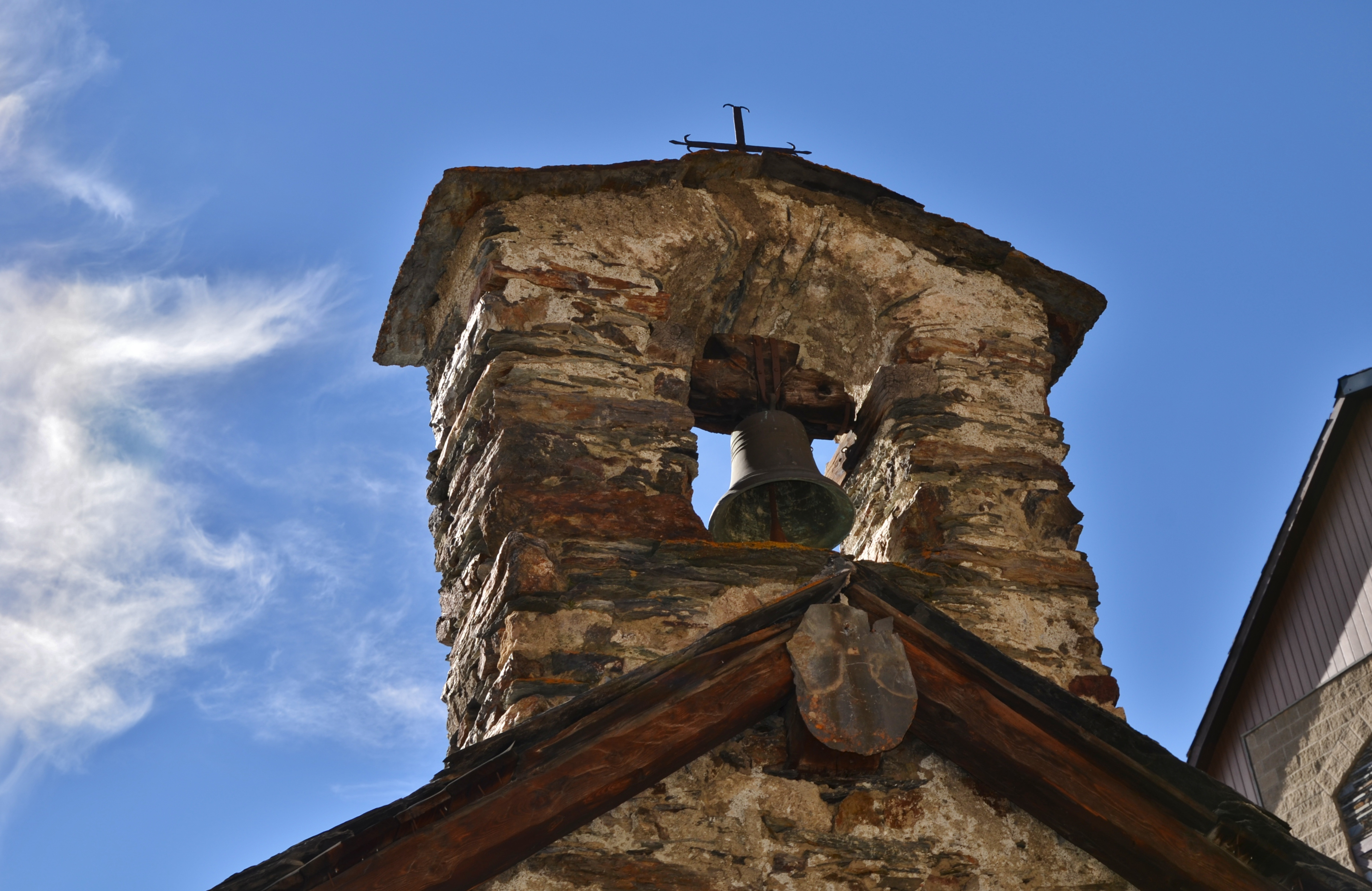
Espadanya

A l'interior la coberta és en volta de canó, mentre que a l'exterior té dos vessants. Té pilars ornamentals adossats als murs i a la imposta amb motllura senzilla. Presenta dues obertures als murs de la nau, de les quals la sud és en forma d'espitllera. Als peus de la nau hi ha el cor, de fusta, per sobre del qual hi ha una finestra en forma d'òcul. Altres dues obertures també en forma d'òcul estan tapades per un retaule renaixentista del segle xvi, en honor del sant patró Sant Bartomeu, i que presideix l'altar.
Sobresortint del mur dels peus de la nau hi ha un petit campanar d'espadanya amb un sòl ull.